# Aguna penicillata
Aguna penicillata es una especie de mariposa de la familia Hesperiidae que fue descrita por G.T. Austin y O. Mielke, en 1998, a partir de ejemplares procedentes de Rondonia, Brasil.

## Distribución
Tiene una distribución restringida a la región Neotropical y ha sido reportada en Brasil.

## Plantas hospederas
No se conocen las plantas hospederas de A. penicillata.